# Ferran II de les Dues Sicílies
Ferran II de les Dues Sicílies (Palerm, 1810 - Nàpols, 1859) fou Rei de les Dues Sicílies des de l'any 1830 i fins a l'any 1859. Fou conegut amb el sobrenom de "Bomba" per la fortíssima repressió que portà a terme el seu govern.
Nascut a Palerm el dia 12 de gener de l'any 1810 mentre la seva família es trobava exiliada a l'illa de Sicília a conseqüència de l'ocupació napoleònica de la part continental del Regne de Nàpols. Fill del duc de Calàbria i després rei Francesc I de les Dues Sicílies i de la infanta Maria Isabel d'Espanya. El príncep era net del rei Ferran I de les Dues Sicílies i de l'arxiduquessa Maria Carolina d'Àustria per via paterna mentre que per via materna ho era del rei Carles IV d'Espanya i de la princesa Maria Lluïsa de Borbó-Parma.
El 21 de novembre de l'any 1832 es casà amb la princesa Maria Cristina de Savoia, filla del rei Víctor Manuel I de Sardenya i de l'arxiduquessa Maria Teresa d'Àustria-Este. La parella únicament tingué un fill: el rei Francesc II de les Dues Sicílies, nascut a Nàpols el 1836 i mort a la ciutat tirolesa d'Arco l'any 1894. Es casà amb la princesa Maria Sofia de Baviera.
El Rei Ferran II de les Dues Sicílies va ser el mecenes de Vincenzo Petrocelli.
L'any 1837 es casà per segona vegada després de quedar vidu, amb l'arxiduquessa Maria Teresa d'Àustria, filla de l'arxiduc Carles Lluís d'Àustria i de la princesa Enriqueta de Nassau-Weilburg. La parella tingué dotze fills:
- SAR el príncep Lluís de Borbó-Dues Sicílies, nascut a Nàpols el 1838 i mort el 1886 a París. Es casà amb la princesa Matilde de Baviera l'any 1861 a Múnic. Nomenat comte de Trapi.
- SAR el príncep Albert de Borbó-Dues Sicílies, nat el 1839 a Capodimonte i mort el 1844 a Nàpols. Fou nomenat comte de Castrogiovanni.
- SAR el príncep Alfons de Borbó-Dues Sicílies, nascut el 1841 a Caserta i mort el 1934 a Canes. Casat amb la princesa Maria Antonieta de Borbó-Dues Sicílies. Comte de Caserta, esdevingué el cap de la Casa Reial de les Dues Sicílies d'ençà de la mort del rei Francesc II de les Dues Sicílies.
- SAR la princesa Maria de l'Anunciació de Borbó-Dues Sicílies, nascuda a Caserta el 1842 i morta a Viena el 1871. Es casà amb l'arxiduc Carles Lluís d'Àustria.
- SAR la princesa Immaculada de Borbó-Dues Sicílies, nascuda el 1844 a Nàpols i morta el 1899 a Viena. Es casà amb l'arxiduc Carles Salvador d'Àustria-Toscana.
- SAR el príncep Gaietà de Borbó-Dues Sicílies, nascut a Nàpols el 1846 i mort a Lucerna el 1868. Es casà amb la infanta Maria Isabel d'Espanya. Comte de Girgenti.
- SAR el príncep Josep de Borbó-Dues Sicílies, nascut a Nàpols el 1848 i mort el 1851 al Palau de Portici.
- SAR la princesa Maria Pia de Borbó-Dues Sicílies, nascuda a Gaeta el 1849 i morta el 1882 a Biarritz. Es casà amb el duc Robert I de Parma.

- SAR el príncep Vicenç de Borbó-Dues Sicílies, nascut a Nàpols el 1851 i mort el 1854 a Caserta.

- SAR el príncep Pasqual de Borbó-Dues Sicílies, nascut a Caserta el 1852 i mort el 1904 a La Malmaison. Es casà morganàticament amb Blanche Marconnay el 1878.

- SAR la princesa Lluïsa de Borbó-Dues Sicílies, nascuda a Nàpols el 1854 i morta el 1874 a Pau al sud de França. Es casà amb el príncep Enric de Borbó-Parma, comte de Bardi.

- SAR el príncep Genaro de Borbó-Dues Sicílies, nascut a Caserta el 1857 i mort a Albano el 1867.

Fins a l'any 1825 portà el títol de Duc de Noto i a partir de 1825 i fins a 1830 el de duc de Calàbria. Educat per clergues i militars, durant els moviments carbonaris de l'any 1820, els revolucionaris l'ascendiren a Rei de la Llombardia. Malgrat tot, Ferran no acceptà la Corona proposada i romangué a Sicília.
El 1827, després de la sortida de les tropes austríaques de la Santa Aliança del Regne de les Dues Sicílies, el rei Francesc I el va nomenar capità general de l'exèrcit. El 8 de novembre de 1830, Ferran pujà al tron amb el nom de Ferran II. Arran de la seva pujada al tron publicà un decret en el qual es comprometia a impartir de forma imparcial l'Administració de Justícia, reformar les finances i fer més esforços per pal·liar les necessitat del país. Malgrat tot, aquestes promeses no es portaren a terme i el monarca portà a terme polítiques continuistes a la dels seus predecessors basades en la corrupció política i en l'absolutisme.
Després del seu segons matrimoni, l'any 1837, aquest cop amb una arxiduquessa austríaca, el despotisme reial s'intensificà alhora que augmentava el descontentament popular. El 1843 naixia al Regne l'associació Jove Itàlia que ràpidament s'organitzà.
El gener de 1848 esclatà la revolució a Sicília i posteriorment s'estengué per tot Itàlia i Europa. Ferran hagué de sancionar una Constitució liberal. Els desordres originats arran de l'establiment del règim liberal fou aprofitat pel monarca per reprimir la sublevació i instaurar de nou la situació prèvia al gener de 1848. Retirat momentàniament a Gaeta, la victòria austríaca a Novara el març de 1849 van permetre a Ferran tornar a Nàpols i portar a terme una forta política reaccionària. El rei ordenà bombardejar la ciutat de Palerm per tal d'aturar la revolta i arran d'això es guanyà el nom de Rei Bomba.
La política de repressió dels últims anys de regnat fou duríssima. Mr. Gladstone escrigué a Lord Aberdeen que es calculava que a les presons napolitanes hi havia més 15.000 presoners polítics (la realitat pujava la xifra a més de 40.000). A partir de 1856, França i el Regne Unit feren missions diplomàtiques per tal de pal·liar aquesta duríssima repressió política.
L'any 1856 el rei patí un atemptat per part d'un soldat de l'exèrcit. Ferran morí el 22 de maig de 1859 poc després de la declaració de guerra per part de Piemont i França contra Àustria que donà peu a la guerra austrosarda.

## Honors
Gran Mestre i Cavaller de l'Insigne i Reial Orde de Sant Genaro
 Gran Mestre del Reial Orde de Sant Ferran i del Mèrit
  Gran Mestre del Sacre Orde Militar Constantinià de Sant Jordi
 Gran Mestre de l'Orde Reial i Militar de Sant Jordi i Reunió
 Gran Mestre del Reial Orde de Francesc I
 Cavaller de l'orde del Toisó d'Or (Regne d'Espanya) - 1821
 Cavaller de l'orde de l'Esperit Sant (Regne de França) - 1821
 Gran Creu del Reial Orde de Sant Esteve d'Hongria
 Gran Creu del Mèrit sota el títol de Sant Ludovic (Parma)
 Cavaller de l'orde de l'Elefant (Dinamarca)
 Cavaller de l'orde Suprem de la Santíssima Anunciació (Savoia)